# Кудинів Ліс
Кудинів Ліс — селище в Україні, в Монастирищенській міській громаді Уманського району Черкаської області. Розташоване за 4 км на південний схід від міста Монастирище та за 12 км від станції Монастирище. Населення становить 46 осіб.

## Галерея

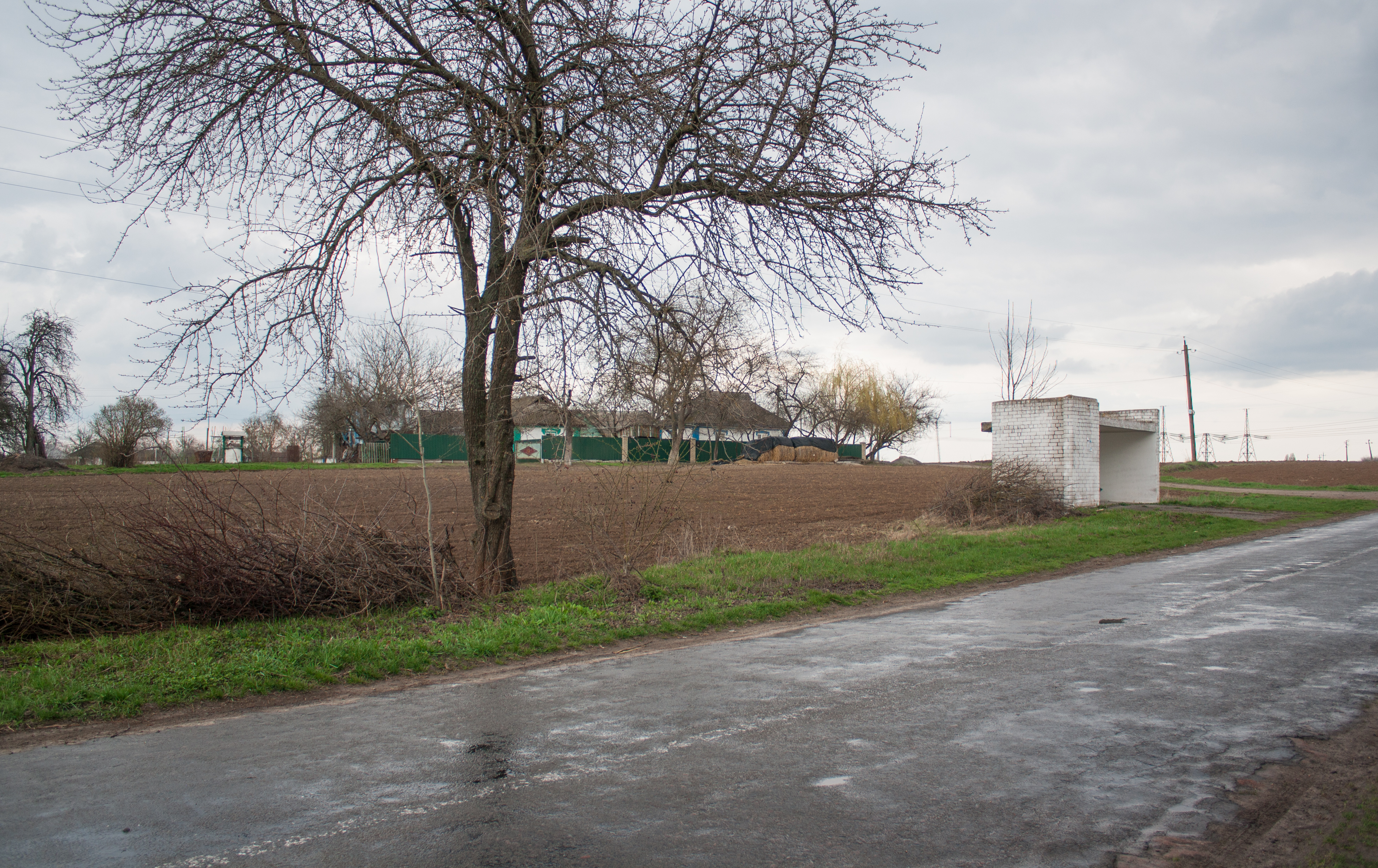
В'їзд у село
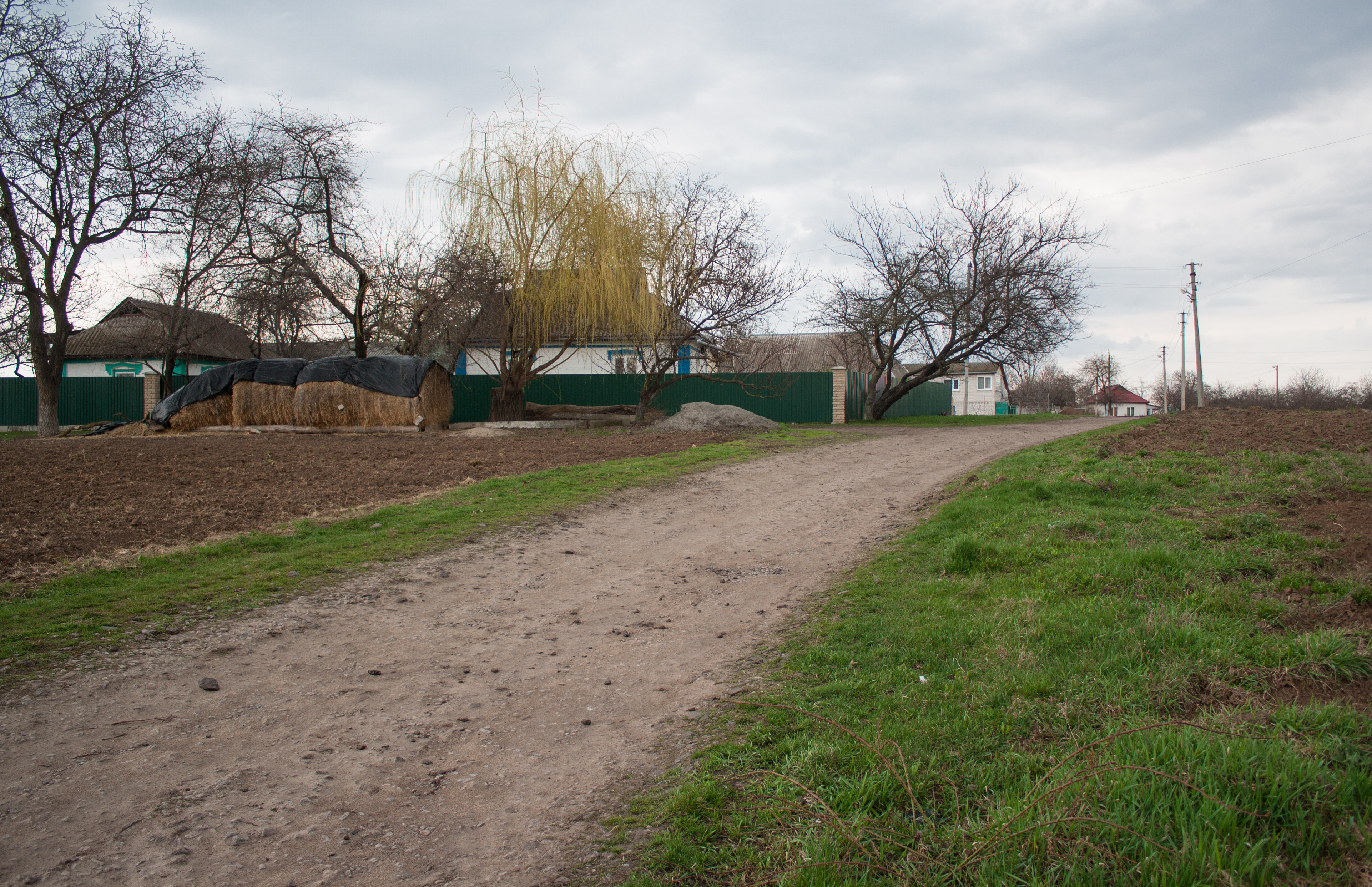
Вулиця